# Відбиток пальця

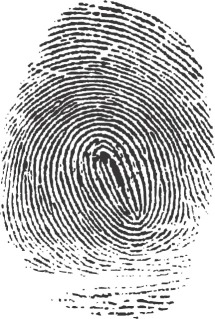
Зображення відбитку, утворене від структури папілярного візерунку.

Відбиток пальця у вузькому сенсі це відбиття, яке залишають папілярні лінії (візерунок) людського пальця. Збір відбитків пальців на місці скоєння злочину є важливим методом судової експеритизи. Відбитки пальців легко відкласти на відповідних поверхнях (на кшталт скла, металу чи шліфованого каменю) завдяки природному виділенню поту з екзокринних залоз, що є присутніми на епідермальній нерівності.
У ширшому розумінні, відбитки пальців це сліди відбиття папілярного візерунку будь-якої частини людської руки, або руки приматів. Слід від стопи також може залишити відбиття папілярного візерунку.
Добровільний збір відбитків пальців можна зробити за допомогою чорнил, або інших субстанцій, перенесених з верхівок папілярних ліній шкіри на відносно гладеньку поверхню. Записи відбитків пальців зазвичай містять відбиття подушечок останнього суглоба усіх пальців, хоча картки відбитків також можуть зберігати і частину нижнього суглоба.
Відбитки пальців людини є детальними, майже унікальними, складними до змінювання та стійкими впродовж життя людини, що робить їх придатними для ролі довгосторкових маркерів ідентифікації людини. Поліція, або інші вповноважені органи, можуть використовувати їх для визначення осіб, що прагнуть приховати свої особові дані, або тих, хто є неповносправним чи покійним, а тому неспроможним засвідчити себе, як це буває після природних катастроф. Аналіз відбитків пальців, застосовуваний ще з ранніх років 20 століття, зробив можливим розкриття багатьох кримінальних справ. З цього випливає, що багато злочинців вважають за необхідне використовувати рукавички. У 2015 році було відзвітовано про визначення статі шляхом тестування відбитків пальців.

## Біологія
Папілярний візерунок — це підняті місця епідермісу на пальцях (рук та ніг), долонях рук та стопах ніг, що складаються з одного й більше поєднаних папілярних ліній шкіри. Часом їх ще називають «епідермальними гребінцями», які утворюються внаслідок підшкірного контакту дермальних сосочків шкіри з міжпапіларними кілочками епідермісу. Ці епідермальні гребінці слугують для посилення викликаних вібрацій, наприклад, коли кінчики пальців ковзають по нерівній поверхні, та покращення передачі сигналу до нервів чуттів, залучених до точного сприйняття текстури. Ці гребінці також можуть допомагати у хапанні нерівних поверхонь та покращувати контакт з поверхнею у вологих умовах.

## Встановлення та класифікація персональних відбитків

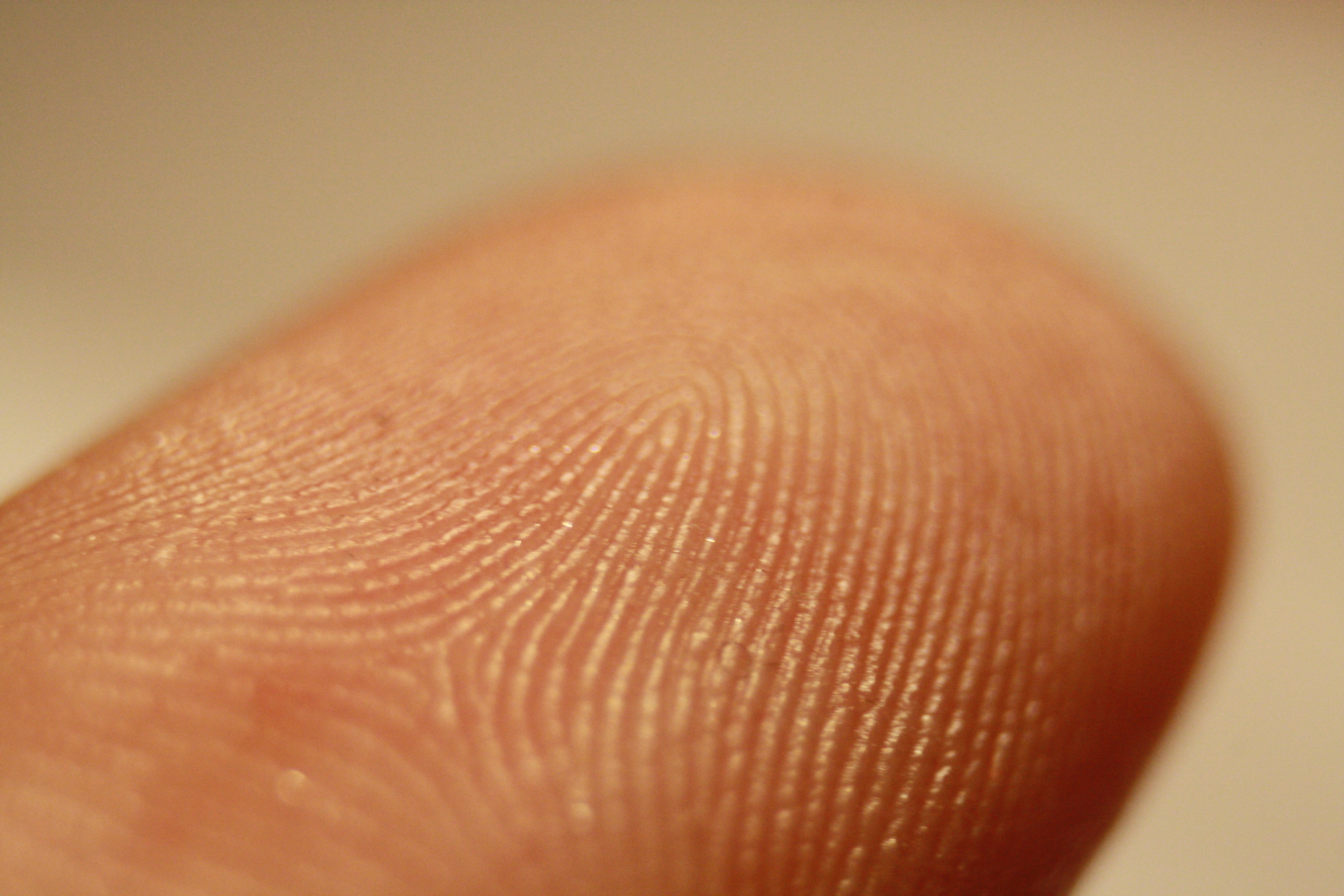
Папілярний візерунок пальця

Ідентифікація відбитків пальців, також відома як дактилоскопія або ідентифікація відбитків рук, це процес порівняння двох екземплярів витисків папілярних ліній людських пальців, або й навіть долоні чи стопи, для визначення, чи ці відбитки належать одній людині. Гнучкість поверхневих ліній шкіри забезпечує неможливість повного збігу відбитків пальців чи долонь; навіть два витиски однієї руки, зібрані одразу один за одним, можуть незначним чином відрізнятись.
Навмисний збір папілярного візерунку зазвичай виконують з допомогою друкарського чорнила та білого аркуша, або спеціальним сканером зі скляною поверхнею. Факторами впливу на якість витиску можуть бути: сила натиску, пластичність шкіри, ковзкість, матеріал поверхні, її жорсткість та жорсткість речовини, яку наносять на шкіру та ін. Кожен з них здатен зробити відбиток відмінним від попередніх відбитків цього ж візерунку. Справді, умови середовища, в якому відбувається збір витиску є унікальним та неповторним, і саме тому експерти з відбитків попередньо проходять посилене тренування. Наукову методику дослідження відбитків пальців називають дерматогліфікою.

## Різновид

### Екземплярні

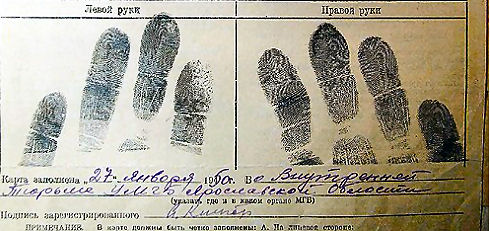
Екземплярні відбитки на папері з застосуванням чорнила

Екземплярними, або ідомими називають відбитки, зібрані у суб'єкта добровільно з метою допуску до системи, або під вартою внаслідок арешту за підозрою у скоєнні кримінального злочину. У випадку арешту зазвичай збирають: набір відбитків кожного пальця, відтиснуті від одного краю нігтя до іншого, та набір простих витисків (ляпанців) кожного з п'яти пальців обох рук. Екземплярні відбитки можуть збирати за допомогою електронних сканерів, або з використанням чорнила та аркушів паперу.

### Латентні (приховані)
Хоча слово «латентний» означає «прихований», або «невидимий», у сучасному застосуванні судової експертизи термін «латентні відбитки пальців» позначають будь-які випадкові витиски папілярного візерунку шкіри на поверхні, незалежно від їх видимості чи невидимості на момент утворення. За допомогою електронних, хімічних та фізичних методик обробки можна візуалізувати сліди невидимих латентних відбитків на основі поту, мастила, крові, чорнил, фарби та інших видів бруду.

Різні види візерунків відбитків, як-от арка, петля та завиток, буде описано далі. Латентні відбитки можуть становити лише малу частку поверхні пальця та можуть бути розтертими, викривленими, накладатись на сліди відбитків тієї ж чи іншої людини; в тому числі, може відбутись і комбінація таких випадків. Через це латентні відбитки часто називають «неминучим джерелом помилок при здійснення порівняння», оскільки зазвичай вони «містять менше чіткості, менше змісту та менше невикривленої інформації, аніж відбитки, зібрані в умовах контролю, та містять значно менше деталей у порівнянні зі справжніми візерунками ліній та вигинів поверхні пальця».

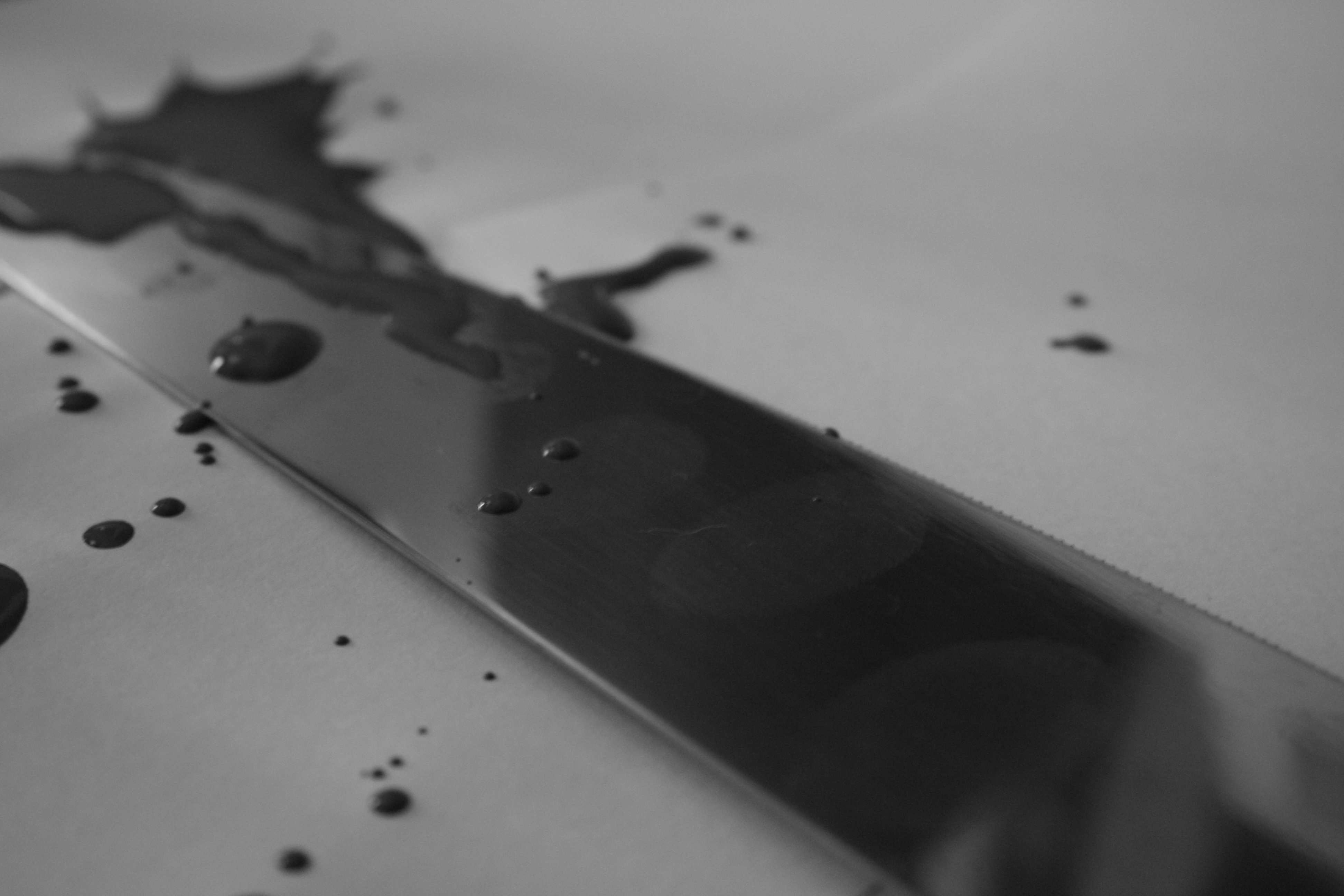
Ледве видимі приховані відбитки на ножі

### Патентні (явні)
Патентними відбитками називають очевидні випадкові витиски папілярного візерунку, залишені шляхом перенесення чужорідної речовини з пальця на поверхню. Через те, що їх видно неозброєним оком, такі відбитки зазвичай фотографують, а не оброблюють, як у випадку з латентними. Патентні відбитки можна залишити на поверхні такими речовинами, як чорнило, бруд, або кров.

## Збір та розпізнавання

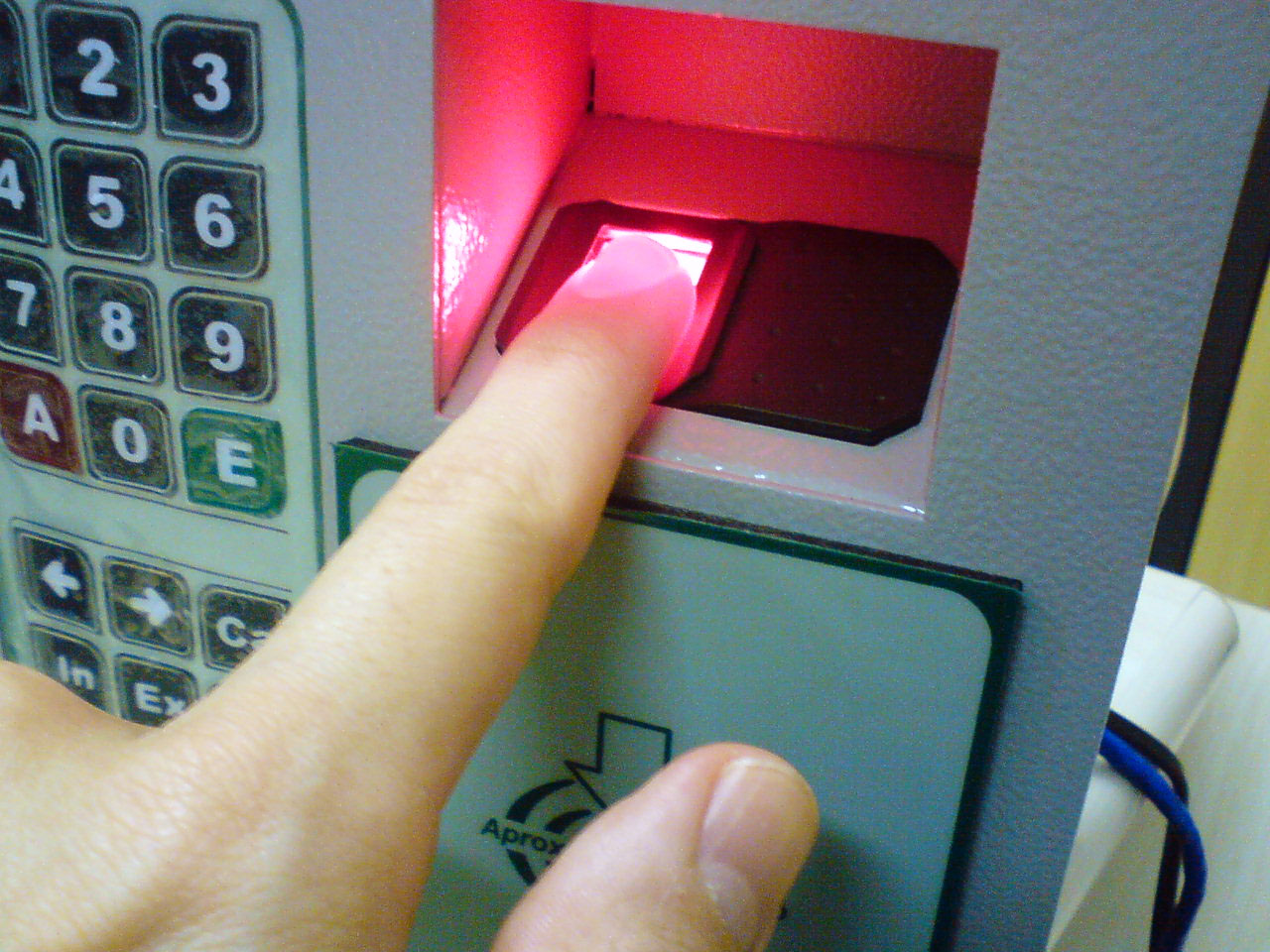
Сканування відбитків

### Електронні прилади сканування

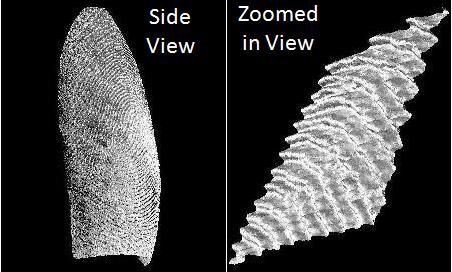
3D відбиток

### Збір прихованих відбитків

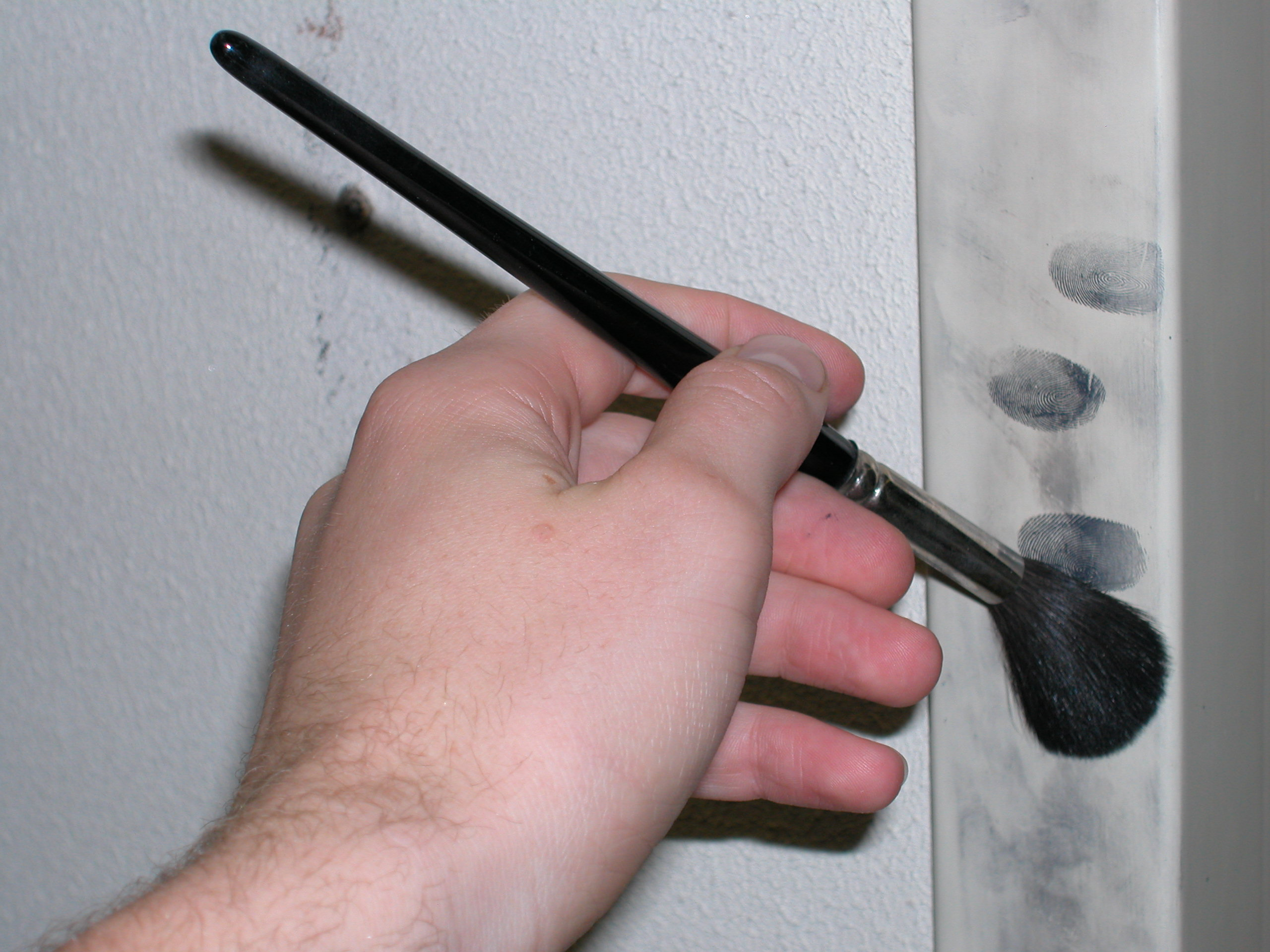
Використання пудри та щіточки для прояву прихованих відбитків

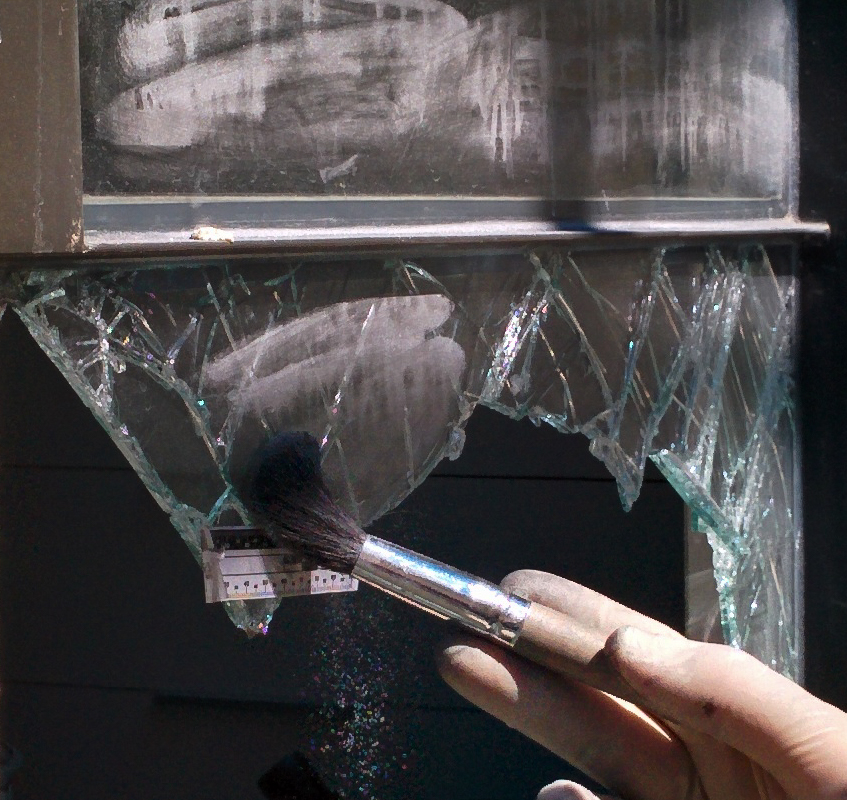
Збір відбитків на місці пограбування

### Сучасна ера

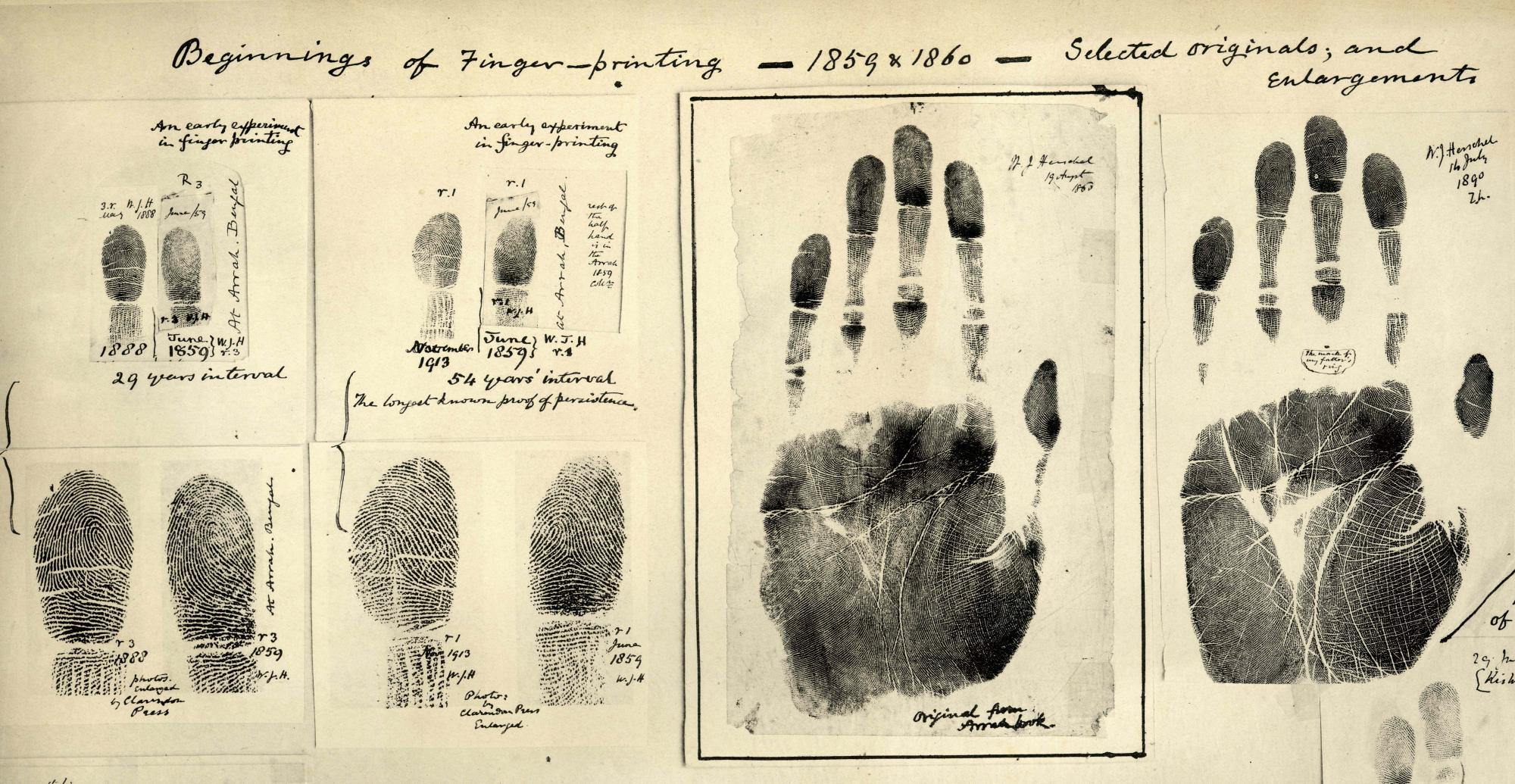
Відбитки пальців, зібрані Вільямом Гершелом, 1859/60 роки.

Відбитки пальців замість підписів в юридичному документі Індії, 1952 року.

## Проблема безпеки
Вчені з Нью-Йоркського університету використали нейронну мережу, аби підробити відбитки людських пальців, і їм це вдалося. Результатами своєї роботи вони поділилися на конференції з безпеки у Лос-Анджелесі у 2018.

## Серед інших видів
У деяких тварин також виявлені відбитки пальців. До них належать багато приматів, як-от горила та шимпанзе, австралійська коала та морські ссавці на кшталт північноамериканської ільки. Згідно з одним із досліджень, розрізнити відбитки людини та коали може бути досить важким завданням. Незалежний розвиток відбитків пальців у коал є прикладом конвергентної еволюції.

## Інші надійні визначники
Серед інших видів біометричної ідентифікації зі застосуванням фізичних властивостей, здебільшого притаманних лише людині, є розпізнавання зіниць, дактилоскопія ДНК та язика, відомі також як генетична дактилоскопія. Судову стоматологію теж брали на озброєння, проте аналіз слідів укусу відомий своєю ненадійністю. 